# Pseuderemias striatus
Pseuderemias striatus är en ödleart som beskrevs av  Peters 1874. Pseuderemias striatus ingår i släktet Pseuderemias och familjen lacertider. IUCN kategoriserar arten globalt som otillräckligt studerad.

## Underarter
Arten delas in i följande underarter:
- P. s. gardoensis
- P. s. striata